# Ladouanie Airstrip
Ladouanie Airstrip, ook wel Ladoani of Laduani Airstrip, is een landingsstrook bij het dorp Ladouanie in het district Sipaliwini in Suriname. Het heeft één start- en landingsbaan Het ligt aan de Surinamerivier tussen Jawjaw en Aurora.
In 2011 was het vliegveld tijdelijk gesloten omdat er fietsers en bromfietsers op de baan reden en een week later omdat de boomtoppen moesten worden gesnoeid. Toeristen moesten in die weken daardoor via Botopasi Airstrip reizen, waardoor de reis met een uur per boot verlengd werd. Vanwege het ontbreken van benzine om de grasbaan te maaien was er in 2024 maandenlang geen gebruik van de baan mogelijk.